# 马桥遗址
马桥古文化遗址，又称上海马桥遗址，简称马桥遗址，位于上海市闵行区马桥镇，是一处4000多年前新石器时期的古村落遗址。该遗址于1959年被首次发现，此后曾多次考古发掘，从中首次发现了马桥文化的存在，并将上海地区的成陆史上推2000年。2013年，上海马桥遗址被列为全国重点文物保护单位。

## 发现
1959年12月7日，马桥公社联工六队社员挖掘粪坑时，在1.5米左右深处发现鹿角和红色印纹软陶碎片。当月10日，上海重型机器厂于俞塘北岸用推土机取土，在距地面1.2米左右的深处发现大量印纹陶片及少量石器。上海县博物馆和上海市文物管理委员会随即对该地进行确认，并最终认定该地区为古文化遗址。1960年，上海市文物保管委员会组织人员探明了遗址范围。1962年，马桥遗址以“马桥古文化遗址”的名称被列为上海市文物保护单位。1966年，上海市文物保管委员会的工作人员揭开了其中589平方米的范围，并根据出土文物将上海一帶的成陆史上推2000年。当年2月7日，上海市人民委员会把马桥古文化遗址在农田水利建设中受损情况通报全市，并要求对文物保护单位严加保护，防止破坏。1977年，该处遗址被重新公布为上海市文物保护地点，并于1981年正式立碑。1982年，该遗址所代表的古文化被正式定名为“马桥文化”。1994年，上海市文物管理委员会对马桥遗址进行了第三次和第四次考古发掘。2013年，马桥遗址以“上海马桥遗址”一名被中华人民共和国国务院公布为全国重点文物保护单位。

## 结构

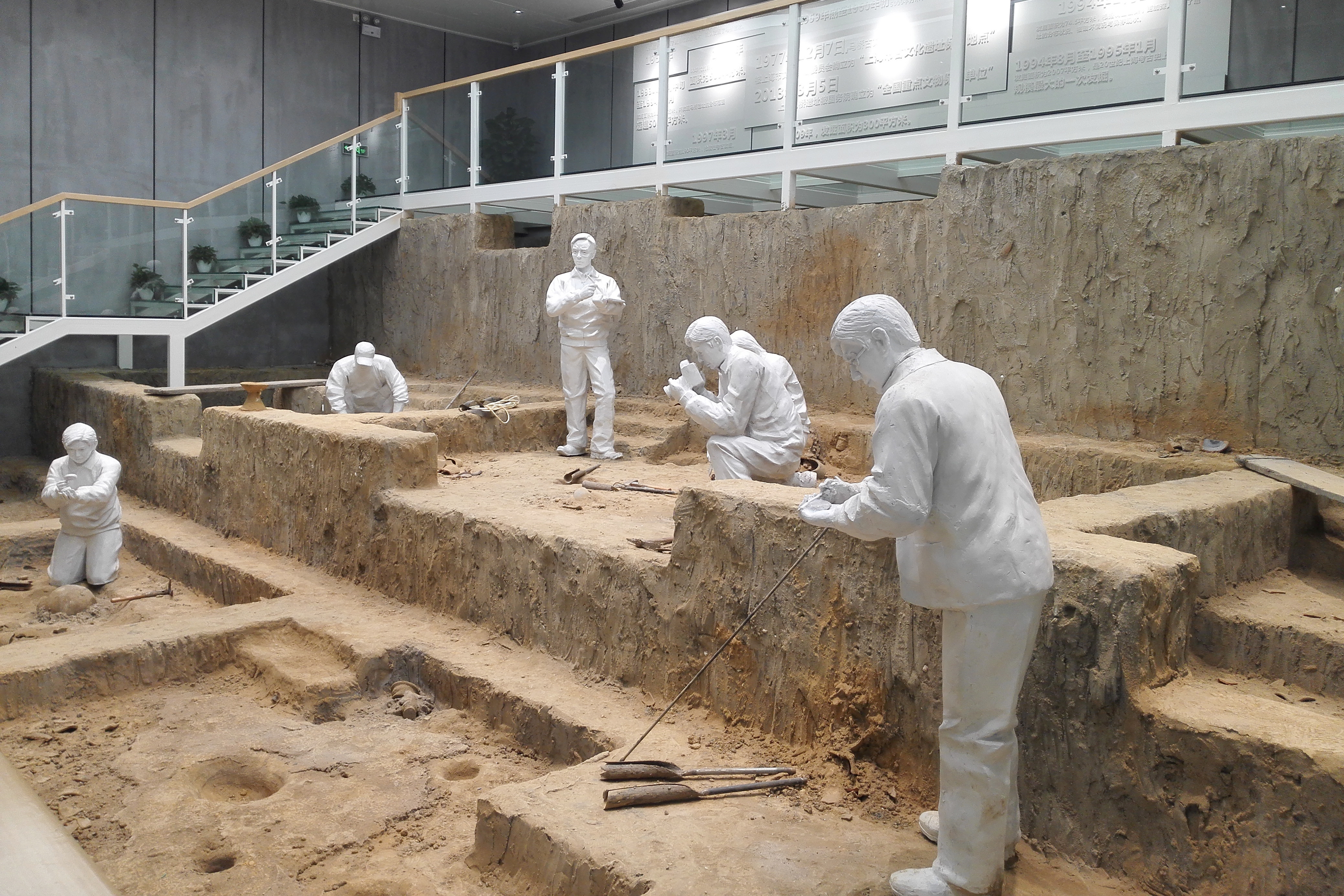
马桥文化展示馆内景

马桥遗址位于中华人民共和国上海市闵行区马桥镇北竹港和俞塘汇合处西北侧，海拨4.46至6.29米，是太湖地区早期印纹陶文化的典型遗存，属于新石器时期遗址。该遗址东西宽60米，南北长80余米，面积约5000平方米，为4000多年前村落遗址。该遗址可分为5个土层，第五层以下为生土层，其中有古海岸遗迹。遗址的5个图层分别为：
- 第一层为耕土层，土壤颜色为黄色，深度为0～0.90米。该土层中出土有少量近代砖瓦和明清青花瓷片。
- 第二层土壤颜色为灰色，深0.88～1.02米。该土层中出土有宋代釉陶瓶、刻花影青瓷碗、绍圣通宝和祥符通宝铜钱等文物，以及唐、五代的黄釉瓷砖。此外在该土层中还发现一座五代墓葬，墓葬中出土有越窑青釉瓷盒等随葬器物。
- 第三层土壤颜色为灰黄色，深1.02～1.66米。该土层的底部出土有东周的印纹硬陶片，纹路有米筛纹、米字纹、麻布纹、回字纹等类型。此外该土层还出土有青绿色或青灰色釉的原始瓷器。
- 第四层为马桥文化层，土壤颜色为黑灰色，深1.65～2.30米。该土层出土了大量的陶、石、骨器、动物骨骼、灰烬等，并有少量小件铜器。陶器中器型包括凹弧足或舌形足鼎，圆锥足甗、圜凹底罐、盆和鸭形壶等类型，材质有夹沙红陶拍印绳纹、泥质红陶、灰色陶器等不同类型。该土层还发现有14个商代灰坑和10个商代烧塘等生活痕迹。这是太湖地区早期印纹陶文化的典型遗存。
- 第五层为良渚文化层，土壤颜色为青灰色土，深2.10～2.70米。该土层出土有实足盉、圈足盘、阔把杯、贯耳壶、“T”字形足鼎等陶器。该层底部出现了大量墓葬痕迹，其中出土了数具人骨和大量陪葬陶器。